# 1193 en santé et médecine
| Années de la santé et de la médecine : 1190 - 1191 - 1192 - 1193 - 1194 - 1195 - 1196    |
| Décennies de la santé et de la médecine : 1160 - 1170 - 1180 - 1190 - 1200 - 1210 - 1220 |

Cet article présente les faits marquants de l'année 1193 en santé et médecine.

## Fondations
- L'hôpital de Thors, en Champagne, est mentionné pour la première fois dans un acte par lequel « il est donné aux chevaliers du Temple par les seigneurs de Beurville, Aimon, Anscherus et Guillaume[1] ».
- « Fondation d'un premier hospice ou maladrerie » à Arc-en-Barrois, en Champagne [2].
- 1192-1193 : fondation de St Mary's Hospital à Strood, dans le comté de Kent en  Angleterre, par Gilbert de Glanville (en), évêque de Rochester[3],[4].
- 1193 ou 1194 : une léproserie Saint-Lazare est attestée à Semur, en Auxois[5].

## Événement
- Le sultan Saladin meurt à Damas,  à l'âge de cinquante-cinq ou cinquante-six ans, et probablement de la typhoïde, selon Stephen Gluckman, maladie contractée par ingestion de Salmonella typhi, qui est cause d'hyperthermie, d'asthénie, de gastralgie, de céphalée et d'anorexie[6].

## Personnalité
- Entre 1171 et 1193 : fl. Bernard, médecin, auprès de Guilhem VII et Guilhem VIII, seigneurs de Montpellier[7].

## Naissance
- Entre 1193 et 1206 : Albert le Grand (mort en 1280),  philosophe et théologien, naturaliste et chimiste, auteur de divers ouvrages touchant à la médecine[8].

## Décès
- Vers 1193 : Al-Sayzari (né à une date inconnue), peut-être médecin à Alep vers 1169, auteur en tout cas d'un traité de hisba intitulé Nihāyat al-rutba fī ṭalab al-ḥisba, « qui comporte de nombreux détails sur la pratique médicale en Syrie à son époque[9] ».